# 波森沃克 (密蘇里州)
波森沃克（英語：Possum Walk）是位於美國密蘇里州諾德韋縣的非建制地區。

## 地理
波森沃克所處的海拔為高於海平面333米（即1093英呎），而該地所採用的時區為UTC-6，即北美中部時區（CST）。同時該地設有夏令時間，為UTC-6調快一小時，即UTC-5（CDT）。